# Ingelstad
Ingelstad est une localité de Suède dans la commune de Växjö située dans le comté de Kronoberg.
Sa population était de 1 848 habitants en 2019.